# Fiorenzo Facchini

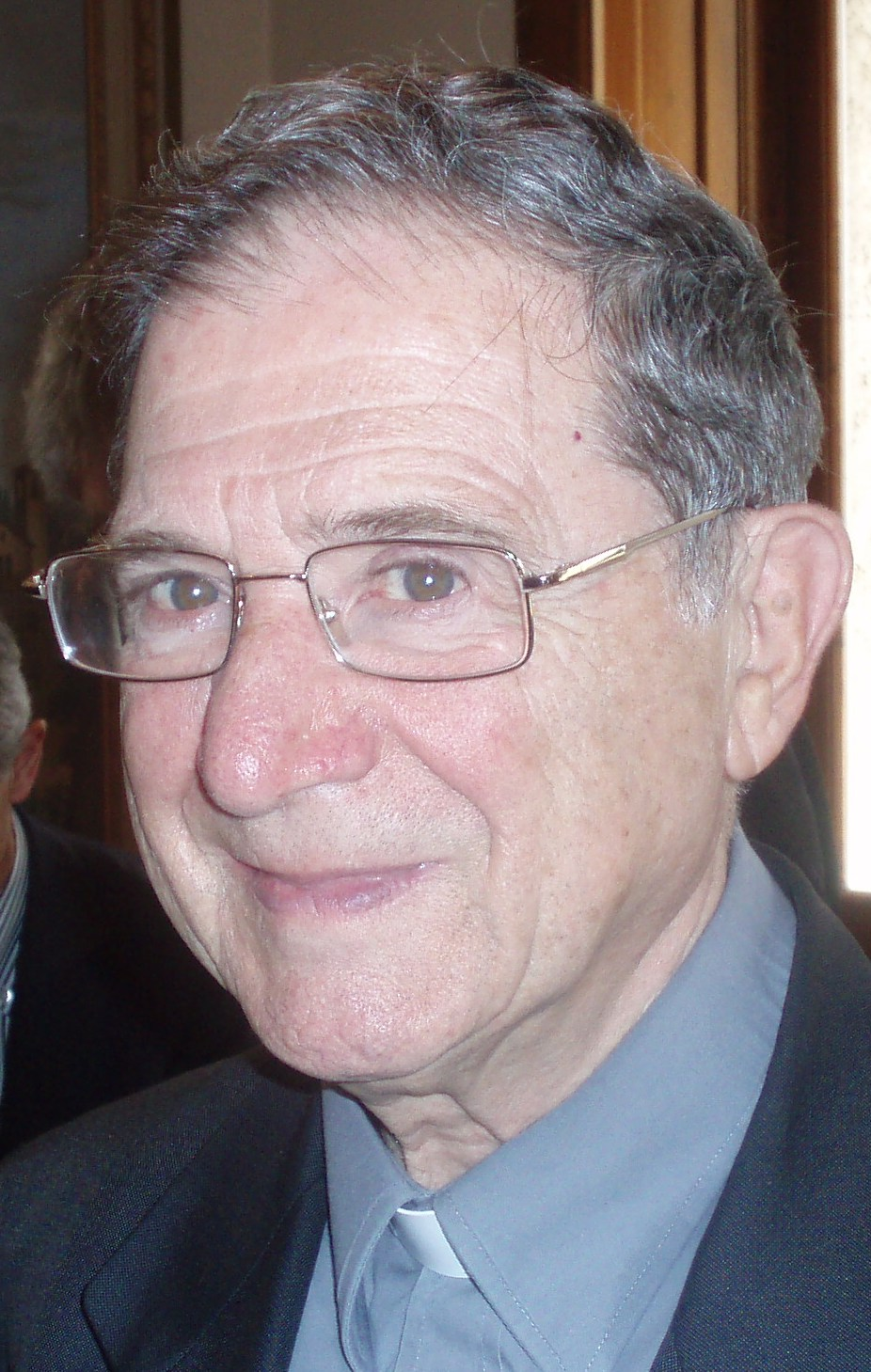
Fiorenzo Facchini, 2008

Fiorenzo Facchini (* 9. November 1929 in Porretta Terme, Provinz Bologna) ist ein italienischer Anthropologe und Paläoanthropologe. Bis zu seiner Pensionierung im Jahr 2006 war er Professor an der Universität Bologna. Nach der Priesterweihe war Facchini ferner als Bischofsvikar der Römisch-katholischen Kirche im Erzbistum Bologna tätig.

## Werdegang
Fiorenzo Facchini studierte Naturwissenschaften an der Universität Bologna und wurde dort danach im Institut für Anthropologie als wissenschaftlicher Assistent beschäftigt. Ab 1968 hatte er, ebenfalls in Bologna, eine Dozentur für Anthropologie inne, von 1969 bis 1971 eine Professur für Biometrie und Anthropometrie und von 1971 bis 1975 eine Professur für Anthropologie. Danach wechselte er zusätzlich bis 1978 auf einen Lehrstuhl für Anthropologie an die Universität Modena und Reggio Emilia und hatte danach den Lehrstuhl für Anthropologie an die Universität Bologna bis zu seiner Pensionierung inne.

## Forschungsgebiete
Sein Forschungsgebiet war die Evolutionsbiologie, speziell die Paläoanthropologie, die er u. a. von 1985 bis 2006 auch für Studierende der Archäologie lehrte. Ferner beschäftigte er sich mit Fragen der Kulturanthropologie. Von 2003 bis 2006 unterrichtete er an der Fakultät für Bildungswissenschaften der Freien Universität Bozen in Brixen das Fach Sozialanthropologie. Von 1971 bis 2003 war er für das Universitätsmuseum Museo di Antropologia verantwortlich.
Facchini erforschte u. a. die Besiedelung der Emilia-Romagna von der Jungsteinzeit bis zum Mittelalter, wobei er besonders die Entwicklung von Symbolen und der Religiosität zu rekonstruieren versuchte, um deren adaptiven Wert zu bestimmen. Hierfür untersuchte er auch die Hinterlassenschaften von Neandertalern aus einer Kalksteinhöhle bei Krapina.
Neben seiner Tätigkeit als Wissenschaftler engagierte er sich an der Universität Bologna als Bischofsvikar sowie u. a. in der Katholischen Aktion. Zudem ist er geistlicher Berater der Associazione Medici Cattolici Italiani in der Sektion Bologna.
In einem weltweit beachteten Aufsatz bezog Facchini am 16. Januar 2006 im Osservatore Romano Position gegen die Anhänger des Intelligent Design, indem er aus methodologischer Sicht argumentierte, diese Lehre sei unwissenschaftlich, da sie wissenschaftliche, philosophische und religiöse Vorgehensweisen vermische.

## Buchveröffentlichungen (Auswahl)

### Übersetzungen ins Deutsche
- Die Ursprünge der Menschheit. Konrad Theiss, Stuttgart 2006, ISBN 3-8062-1991-5.
- Der Mensch. Ursprung und Entwicklung. Natur-Verlag, Augsburg 1991, ISBN 3-89440-015-3.

### Italienische, französische und englische Publikationen
- Les défis de l'évolution. Harmonie entre science et foi. Parole et Silence, Paris 2009, ISBN 978-2-84573-829-4.
- A Day with Neanderthal Man. Life 70,000 Years Ago. Twenty-First Century Books, Brookfield CT 2003, ISBN 0-7613-2767-3.
- A Day with Homo sapiens: Life 15,000 Years Ago. Twenty-First Century Books, Brookfield CT 2003, ISBN 0-7613-2768-1.
- La vita quotidiana 2 milioni di anni fa. Racconta la giornata di un Homo habilis. Jaca Book, Mailand 2002, ISBN 88-16-57190-X.
- La religiosità nella preistoria (= Di Fronte e attraverso. 287). Jaca Book, Mailand 1991, ISBN 88-16-40287-3.
- La vita quotidiana 400.000 anni fa. Racconta la giornata di un Homo erectus. Jaca Book, Mailand 2002, ISBN 88-16-57191-8.
- Antropologia (Evoluzione, Uomo, Ambiente). UTET, Turin 1988.
- Il cammino dell'evoluzione umana. Le scoperte e i dibattiti della paleoantropologia (= Di Fronte e attraverso. 136). Jaca Book, Mailand 1985, ISBN 88-16-40136-2.

## Belege
1. ↑  bioarcheologia.it (Memento vom 9. Dezember 2008 im Internet Archive): Curriculum vitae Fiorenzo Facchini, abgerufen am 28. März 2010 (PDF; 95 kB)
2. ↑   In 'Design' vs. Darwinism, Darwin Wins Point in Rome. Auf: nytimes.com vom 19. Januar 2006.

| Personendaten    | Personendaten                                             |
| ---------------- | --------------------------------------------------------- |
| NAME             | Facchini, Fiorenzo                                        |
| KURZBESCHREIBUNG | italienischer Paläoanthropologe und katholischer Priester |
| GEBURTSDATUM     | 9. November 1929                                          |
| GEBURTSORT       | Porretta Terme, Provinz Bologna                           |